# Arroyo Pellejero
El arroyo Pellejero es un curso de agua estacional del interior de la península ibérica, perteneciente a la cuenca hidrográfica del Guadiana. Discurre por la provincia española de Ciudad Real.

## Curso
Discurre por la provincia de Ciudad Real. En época de lluvias abundantes finalizaría su curso en una zona próxima al castillo de Calatrava la Vieja. Aparece descrito en el decimosegundo volumen del Diccionario geográfico-estadístico-histórico de España y sus posesiones de Ultramar de Pascual Madoz con las siguientes palabras:

PELLEJERO: arroyo en la prov. de Ciudad-Real, part. jud. de Almagro: se forma en un valle al O. de Valenzuela, de las aguas llovedizas, que vierten en una pequeña zanja, al camino de Almodóvar; pasa a la inmediacion de Valenzuela por su ancha vega, cruzando varias veces el camino de Almagro, y llenando una porcion de pozos de noria; aquí concluye generalmente, pero si es la lluvia mas abundante, entra en el térm. de Almagro, por entre olivares y tierras de labor, hasta llegar muy inmediato á la c., donde se estendia demasiado y para evitarlo se ha levantado un terraplen de 1 1/2 vara de alto; llega cerca de Bolaños, que deja á la der., y pasando por los térm. de Torralba y Carrion, termina en unas vegas pantanosas inmediatas al cast. de Calatrava la Vieja, no muy dist. del Guadiana; es tan insignificante como se deja conocer, pero es muy nombrado en el pais.
(Madoz, 1849, p. 762)

En enero de 2010 llevó agua a su paso por Torralba de Calatrava, después de catorce años seco. Las aguas del arroyo, perteneciente a la cuenca hidrográfica del Guadiana, acaban vertidas en el océano Atlántico.